# Estación Santa Lucía (Metro de Medellín)
La estación Santa Lucía es la segunda estación de la línea B del Metro de Medellín de oriente a occidente y la sexta en sentido contrario. Se localiza en el barrio Santa Lucía, al occidente de la ciudad de Medellín.

## Diagrama de la estación
| NIVEL 2   |                                                       |         |                  |
|           | Plataforma lateral, las puertas se abren a la derecha |         |                  |
| Occidente | ← hacia Estación San Javier (Terminal)                | Oriente |                  |
| Occidente | → hacia Estación Floresta (Estación San Antonio)      | Oriente |                  |
|           | Plataforma lateral, las puertas se abren a la derecha |         |                  |
|           |                                                       |         |                  |
| SUELO     |                                                       |         | Salida / Entrada |

## Horario
| Horarios de estación                  | Lunes a viernes | Sábado | Domingo y festivos |
| ------------------------------------- | --------------- | ------ | ------------------ |
| Primer tren con dirección San Antonio | 04:25           | 04:25  | 04:55              |
| Primer tren con dirección San Javier  | 04:38           | 04:38  | 05:09              |
| Último tren con dirección San Antonio | 22:50           | 22:50  | 22:10              |
| Último tren con dirección San Javier  | 23:12           | 23:12  | 22:31              |

## Rutas integradas
| RUTA  | NOMBRE                                                      | DESTINO |
| ----- | ----------------------------------------------------------- | ------- |
| 195i  | Simón Bolívar                                               |         |
| 195ii | Almería                                                     |         |
| 202i  | Santa Monica - Belencito - Corazón                          |         |
| 243i  | Barrio La Divisa - Barrio La Quiebra - Barrio Metropolitano |         |
| 311i  | Calazans                                                    |         |
| 311ii | Calazanía - Campo Verde - Santa Lucía                       |         |